# جو ميريويثير
جو ميريويثير (بالإنجليزية: Joe Meriweather)‏ مواليد 26 أكتوبر 1953 في فينيكس سيتي - الوفاة 13 أكتوبر 2013، كان لاعب كرة سلة أمريكي تحول إلى التدريب بعد الاعتزال بدأ مسيرته الاحترافية في سنة 1975 وحمل الرقم 50 و25 و31. بلغ طوله 6 قدم 10 بوصة (2.1 م). اعتزل اللعب في 1988.

## فرق لعب لها
- هيوستن روكتس
- أتلانتا هوكس
- يوتاه جاز
- نيويورك نيكس
- سكرامنتو كينغز
- جوفينتوت بادالونا

## الميداليات
| الميدالية | المسابقة                         |
| --------- | -------------------------------- |
| برونزية   | بطولة كأس العالم لكرة السلة 1974 |

## روابط خارجية
- جو ميريويثير على موقع الاتحاد الدولي لكرة السلة (الإنجليزية)
- جو ميريويثير على موقع إن بي أي (الإنجليزية)
- جو ميريويثير على موقع سبورتس رفرنس (الإنجليزية)
- جو ميريويثير على موقع الدوري الإسباني لكرة السلة (الإسبانية)
- جو ميريويثير على موقع كلية كرة السلة في سبورتس رفرنس.كوم (الإنجليزية)
- جو ميريويثير على موقع ريلجم (الإنجليزية)
- جو ميريويثير على موقع بروبوليرز (الإنجليزية)
- جو ميريويثير على موقع سبورتس رفرنس (الإنجليزية)